# Elk Range
Elk Range är ett berg i Kanada.   Det ligger på gränsen mellan provinserna Alberta och British Columbia, i den västra delen av landet, 2 900 km väster om huvudstaden Ottawa. Toppen på Elk Range är 2 941 meter över havet, eller 732 meter över den omgivande terrängen. Bredden vid basen är 29,5 km.
Terrängen runt Elk Range är kuperad åt nordost, men åt sydväst är den bergig.Trakten runt Elk Range är nära nog obefolkad, med mindre än två invånare per kvadratkilometer.. Det finns inga samhällen i närheten. 
I omgivningarna runt Elk Range växer i huvudsak barrskog.